# Piętro wyżej
Piętro wyżej – polska komedia filmowa z 1937 roku w reżyserii Leona Trystana, nakręcona na podstawie scenariusza napisanego przez Emanuela Szlechtera, Ludwika Starskiego oraz Eugeniusza Bodo.

## Fabuła
Piętro wyżej opowiada o perypetiach dwóch sąsiadów w kamienicy przy ul. Szczęśliwej 13: starszego Hipolita Pączka (który mieszka niżej) oraz młodszego Henryka Pączka (lokatora mieszkającego piętro wyżej). Poza nazwiskiem dzieli ich niemal wszystko. Pierwszy jest miłośnikiem muzyki poważnej, drugi – znanym spikerem radiowym i jazzmanem.
Ze względu na przypadkową zbieżność nazwisk obaj panowie są nieustannie myleni. Henryk potrafi wykorzystać zaistniałą sytuację, odsyłając komornika (który zamierza opieczętować mu meble ze względu na zadłużenie spikera) do sąsiada z dołu. Komornik dokonuje tam rekwizycji. Sytuację dodatkowo komplikuje przyjazd młodej krewnej Hipolita, Lodzi. Dziewczyna myli mieszkania i nocuje u Henryka, nie ujawniając własnej tożsamości. Lodzia i Henryk wzajemnie się zakochują, ale Henryk nie zamierza się z nią żenić. Zapoznaje ją z łowcą posagów Kulką-Kulkiewiczem.
Przychodzi czas na bal radiowców. Hipolit pojawia się na nim w stroju rycerza, natomiast Henryk w damskim stroju wykonuje utwór „Seksapil – to nasza broń kobieca”. Nieporozumienie pomiędzy Pączkami zostaje zażegnane: spiker, poznawszy tożsamość Lodzi, może ją ostatecznie poślubić.

## Obsada
Źródło: FilmPolski.pl
- Eugeniusz Bodo – Henryk Pączek, spiker radiowy
- Józef Orwid – Hipolit Pączek, właściciel kamienicy
- Helena Grossówna – Lodzia, bratanica Hipolita Pączka
- Ludwik Sempoliński – Kulka-Kulkiewicz, złoty młodzieniec
- Stanisław Woliński – Protazy, służący Hipolita Pączka
- Czesław Skonieczny – Damazy, służący Henryka Pączka
- Alina Żeliska – Alicja Bonecka, koleżanka Lodzi
- Feliks Chmurkowski – Stefan Bonecki, ojciec Alicji
- Julian Krzewiński – dyrektor Polskiego Radia
- Ludwik Perski – muzyk grający na klarnecie i saksofonie
- Stefan Laskowski – muzyk grający na kontrabasie
- Wincenty Łoskot – muzyk grający na fagocie
- Mieczysław Bil-Bilażewski – konferansjer na balu maskowym
- Aleksander Suchcicki – pracownik radia

## Produkcja

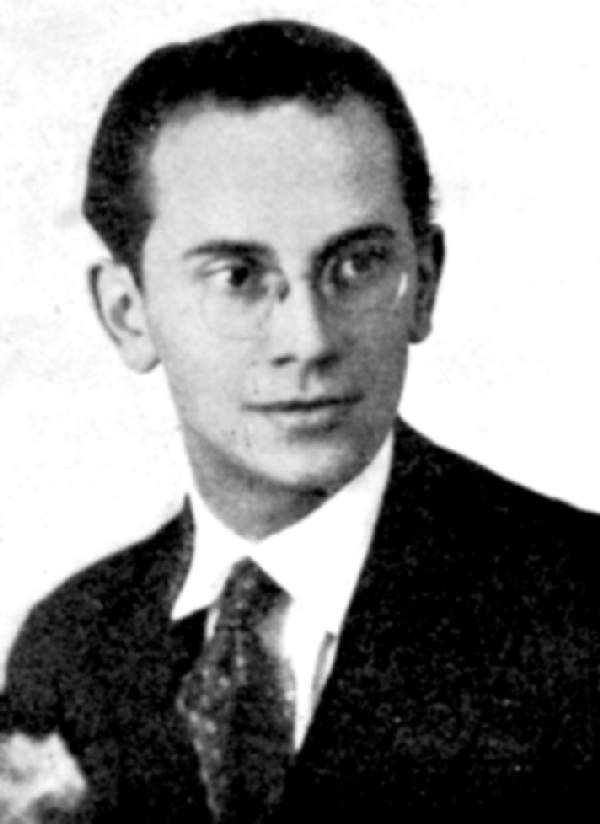
Emanuel Schlechter, autor słów piosenek do filmu: „Umówiłem się z nią na dziewiątą”, „Seksapil to nasza broń kobieca” oraz „Dzisiaj ta, jutro tamta”

Piętro wyżej zostało wyprodukowane przez wytwórnię Sfinks, w studiu Urania-Film pod kierownictwem Witolda Dybowskiego. Reżyserię filmu przydzielono Leonowi Trystanowi, natomiast scenariusz doń napisali Emanuel Szlechter, Ludwik Starski oraz Eugeniusz Bodo. Ten ostatni objął również kierownictwo artystyczne nad filmem. Muzykę do Piętra wyżej skomponował Henryk Wars, opracowując utwory „Seksapil – to nasza broń kobieca”, „Umówiłem się z nią na dziewiątą” oraz „Dziś ta, jutro tamta” do słów Szlechtera. Za zdjęcia do filmu odpowiadał Seweryn Steinwurzel.

## Odbiór

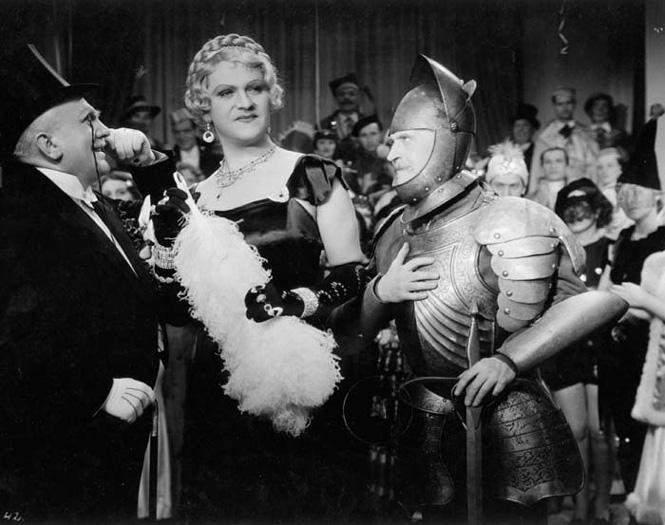
Eugeniusz Bodo (w środku) parodiujący aktorkę Mae West w scenie z filmu

W branżowym tygodniku ilustrowanym „Kino” pojawiła się pozytywna ocena Piętra wyżej: „...nareszcie bardzo dobra filmowa komedia polska (…) Piętro wyżej w rozwoju filmu”. Recenzja w „Naszym Przeglądzie” chwaliła komedię za to, że „humor pochodzący z motywów obyczajowych przeradza się z rozwojem akcji w komizm przypominający nadrealistyczną humorystykę braci Marks [Marx]”. Z drugiej strony, Piętro wyżej było ostro krytykowane w prawicowych kręgach. Mieczysław Hoszowski pisał o filmie następująco:
Znaleźli się ludzie, którzy pokazali masom na ekranie bezwstyd i wmówili w nie, że to szczyt artyzmu. Potem określili głupotę jako humor, dowcip lub komizm, a bezkrytyczne masy zgodziły się z tym, bo to odpowiadało ich niskim instynktom. Połączywszy jedno i drugie, stworzyli owi ludzie film rewiowy i komedię filmową, a za pomocą odpowiedniej reklamy, pozyskali nie tylko masy, ale i – „inteligencję”.
Również recenzent prawicowego „Prosto z Mostu” A. Mikułowski wyrażał dezaprobatę wobec sceny z parodią Mae West: gdy „ukazuje się Bodo przebrany za kobietę, budząc entuzjazm mniej wybrednej publiczności, wówczas ręce złożone do oklasków opadają”. Anonimowa recenzja w „Gazecie Polskiej” głosiła: „Całość filmu jest banalna. Wnętrza starannie nieestetyczne. [...]. Niefortunny pomysł ze speakerem radiowym przebranym za Mae West zatrąca poważnie o wulgarność”.
Po latach Piętro wyżej oceniano pozytywnie. Paula Apanowicz z portalu Oldcamera.pl stwierdziła, że film Trystana to „podróż w odległą epokę – spotkanie ze śmiejącym się międzywojniem, czującym na karku chłodny oddech katastrofy, jaka za chwilę miała się wydarzyć” .  Wiesław Kot dodatkowo zaliczył film w poczet czołowych filmów polskiego międzywojnia, które posługiwały się poetyką qui pro quo, tzn. udawania różnych płci, co było „ulubionym chwytem ówczesnej komedii”. Kot przyznawał również, że film Trystana „ogląda się lekko, łatwo i przyjemnie”. Łukasz Budnik z portalu Film.org.pl podkreślał, iż Piętro wyżej jest „jednym z najbardziej wartościowych filmów tamtego czasu [międzywojnia], przez wielu uważanym dziś za najlepszy” .

## Analizy i interpretacje

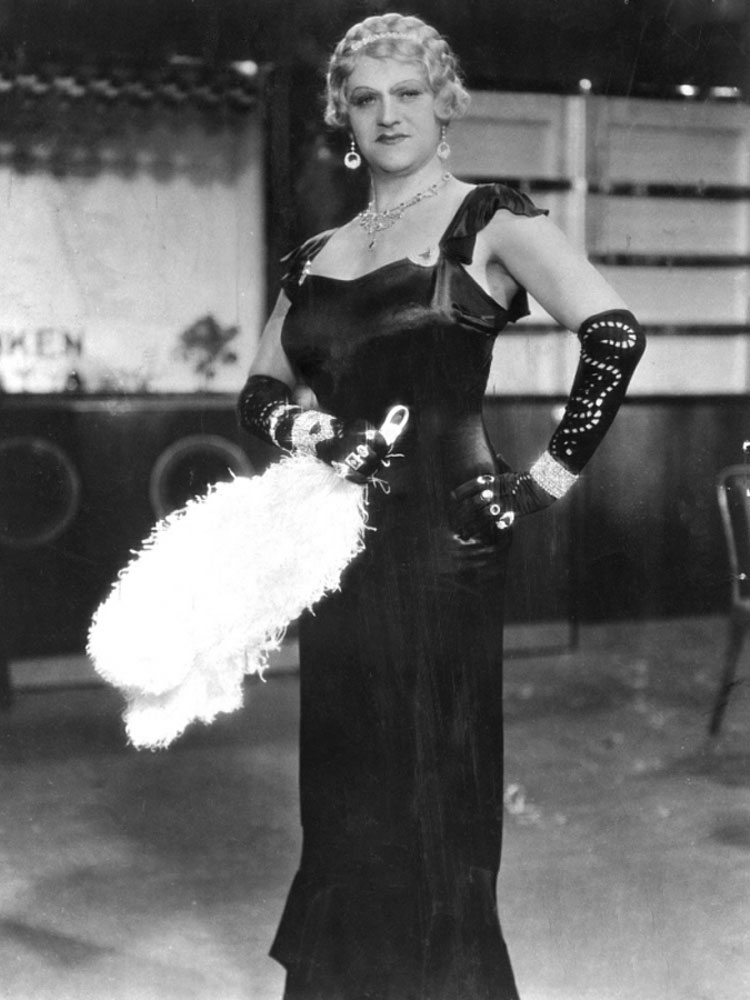
Eugeniusz Bodo ucharakteryzowany na Mae West

Sebastian Jagielski w swojej analizie filmu dostrzegł tropy kampowe, kulminujące w wykonaniu przez Eugeniusza Bodo utworu „Seksapil – to nasza broń kobieca”.
Utwór o władzy, jaką kobiety mają nad mężczyznami, wykonywany przez mężczyznę imitującego kobietę wyposażony jest w zgoła wywrotowy potencjał. Męskość w przeboju tym skojarzona została, zgodnie z płciowymi stereotypami, z pięścią, „twardą dłonią” i „najtwardszym głazem”, podczas gdy kobiecość z brylantami, „pudru puchem” i „pereł sznurem”. Stereotypy te ulegają jednak nieoczekiwanej inwersji: kobiety mają przecież to, co mężczyźni chcieliby mieć, czyli ów tytułowy seksapil („Lecz my mamy coś, co byście wy chcieli mieć”), kobiety z kolei okazują się najsilniejsze i najmocniejsze („Słaba płeć, a jednak najsilniejsza / Słaba płeć, a jednak najmocniejsza”). Scena ta przesycona jest ambiwalentnym erotyzmem, który przekracza granice sztywnych norm płci. W utworze tym swe erotyczne tęsknoty odnaleźć mogą kobiety (co oczywiste), ale i geje fantazjujący o tym, jak swym „wdziękiem, stylem, szarmem, szykiem” uwodzą obiekt swych westchnień.
Zdaniem Jagielskiego Piętro wyżej, zawierające wspomnianą scenę z przebranym za kobietę Bodo, było celowo adresowane do mniejszościowej publiczności homoseksualnej. Świadczyć o tym miał nie tylko sam dobór przedmiotu parodii – homoseksualnej aktorki Mae West – ale również kontekst, jakim był rozkwit subkultury gejowskiej w międzywojennej Polsce. Przede wszystkim zaś wywrotowego potencjału utworu miał dowodzić (wspomniany wyżej) odbiór filmu Trystana w prawicowych kręgach.
Marek Hendrykowski uznał scenę występu Bodo w roli Mae West za „kapitalną”, po czym dopowiadał, że „poza tym pikantnym obyczajowo fragmentem [...] trudno byłoby wskazać inne reprezentatywne przykłady rodzimej parodii filmowej nakręcone przed wojną”. Również Arkadiusz Lewicki wskazywał, że występ Bodo jest jednym z wyrazistszych przykładów cross-dressingu w polskim kinie międzywojennym. Jerzy Semilski dodawał, że „zręczny scenariusz filmu powtarza co prawda schemat francuskich komedii pomyłek znany jeszcze z francuskich fars bulwarowych, ale robi to subtelnie i z dużą dbałością o umiejętne korzystanie z dawnych chwytów oraz pomysłów”.

## Nagrody filmowe
- 1938 – Lwów (Festiwal Filmowy w ramach Targów Wschodnich) – nagroda Rady Naczelnej Przemysłu Filmowego